# Raja gwiaździsta
Raja gwiaździsta (Raja asterias) – gatunek ryby chrzęstnoszkieletowe z rodziny rajowatych (Rajidae).

## Występowanie
Morze Śródziemne, w Adriatyku najliczniejszy gatunek z rodzaju Raja. Sporadycznie występuje w rejonie Azorów oraz w rejonie zachodniego wybrzeża Półwyspu Iberyjskiego.
Występuje w przybrzeżnych wodach na piaszczystym lub mulistym dnie, zwykle na głębokości od 7 do 40 m. 

## Cechy morfologiczne
Osiąga maksymalnie do 70 cm długości. Ciało spłaszczone grzbietobrzusznie o kształcie rombowatej tarczy. Pysk wydłużony, rozwartokątny. Skóra grzbietu szorstka, na środku rząd 60–70 kolców zaczynający się w rejonie oczu, ciągnący się do płetwy grzbietowej. Uzębienie składa się z 34–44 zębów, u samców są one spiczaste a u samic tępe. Dwie płetwy grzbietowe o takiej samej wielkości znajdują się na końcu trzonu ogonowego. Płetwa ogonowa uwsteczniona. Brak płetwy odbytowej.
Strona grzbietowa w zależności od miejsca przebywania od jasno- do czerwonobrązowej lub oliwkowozielonej do żółtej. Liczne małe czarnobrązowe punkty oraz rozsiane pomiędzy nimi duże okrągłe żółte plamy. Strona brzuszna biała z ciemnymi plamami i krawędziami.

## Odżywianie
Pokarm stanowią małe przydenne zwierzęta, zwłaszcza małe ryby i kraby.

## Rozród
Dojrzałość płciową osiąga przy długości 45 cm. Ryba jajorodna. Jaja składane są przez cały rok.